# Alexander Schönberg
Alexander Schönberg, född 28 oktober 1892 i Berlin, död där 10 januari 1985, var en tysk kemist.
Schönberg studerade kemi vid Bonns universitet, vann 1919 doktorsgraden vid tekniska högskolan i Berlin och blev 1922 privatdocent där under Robert Pschorr. År 1926 blev han professor i organisk kemi vid nämnda högskola och invaldes 1932 i styrelsen för Deutsche Chemische Gesellschaft. I egenskap av jude tvingades han efter det nazistiska maktövertagandet 1933 att lämna sin professur och blev gästprofessor vid Edinburghs universitet. År 1937 blev han professor vid universitetet i Kairo, där han verkade till 1957. Året därpå återvände han till Berlin, där han åter skapade en forskargrupp vid sin gamla högskola och, trots hög ålder, var en mycket aktiv forskare intill 1982.